# برج ميسينياجا
برج ميسينياجا أو مينارا ميسينياجا هو مبنى مستقبلي يقع في SS16، سوبانغ جايا، سلاغور، ماليزيا، وهو مملوك لشركة ميسينياغا بيرهاد. يقع المبنى بالقرب من سوبانج باراد وإمباير سوبانج، وهي مراكز تجارية معروفة في ماليزيا.

## التاريخ
بدأ بناء هذا المبنى عالي التقنية في عام 1990 وتم الانتهاء منه في عام 1992. بعد الانتهاء من المشروع، تم الاعتراف بأبحاث المهندس المعماري كين يانج الطويلة في مبادئ التصميم المناخي الحيوي من خلال جائزة الآغا خان للهندسة المعمارية في عام 1995 عن تصميمه. تم بناء هذا المشروع من قبل شركة Siah Brothers Construction Sdn Berhad، المعروفة حاليًا باسم شركة SBC Corporation Berhad، المدرجة في بورصة ماليزيا.

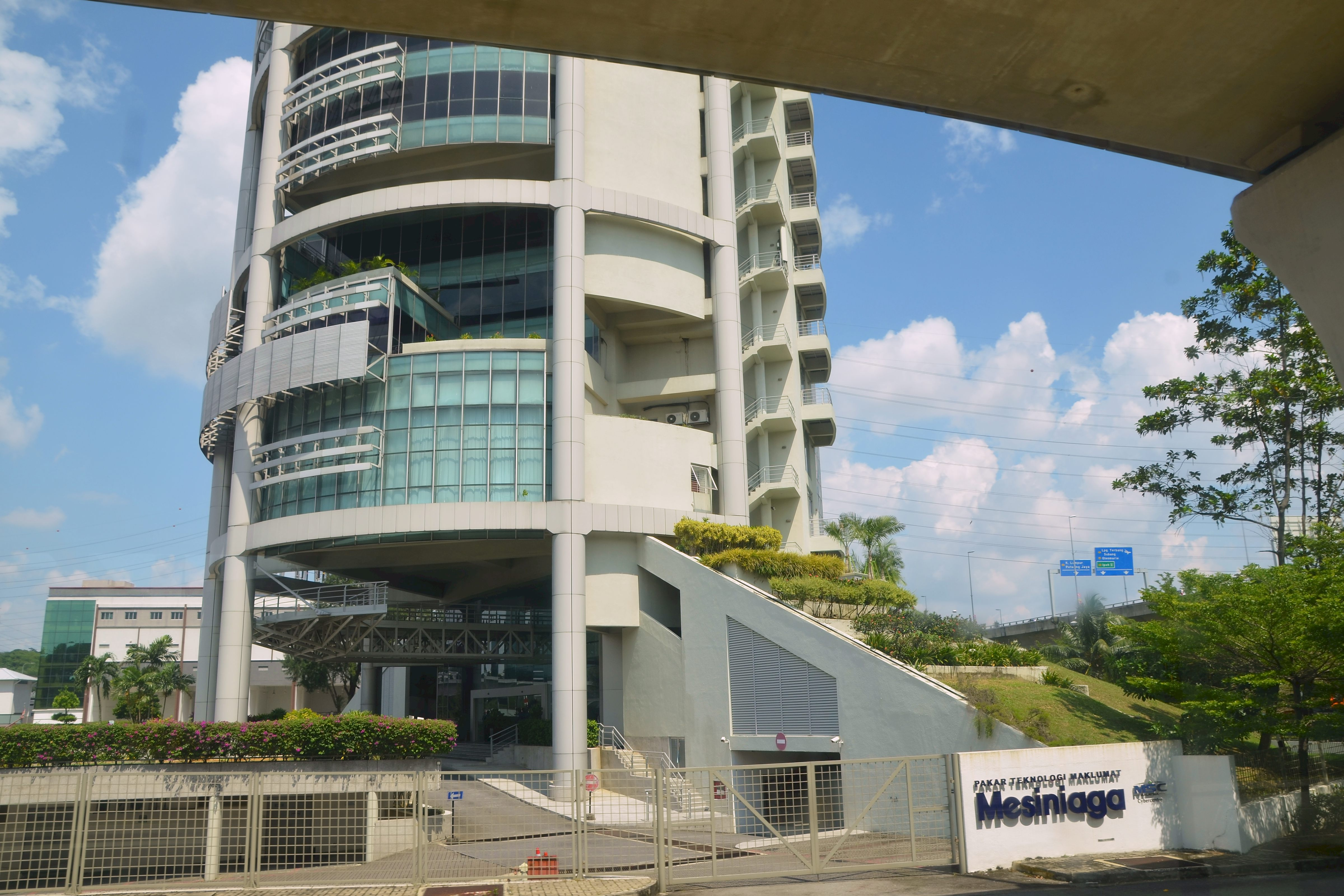
صورة يظهر فيها برج ميسينياجا
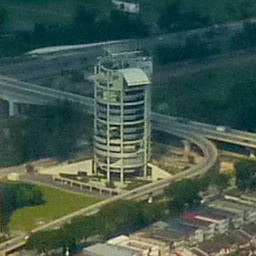
صورة عامة للبرج